# 055여단
055 여단(아랍어: كتيبة ٥ ٥)은 오사마 빈라덴에게 충성하는 이슬람 게릴라 조직으로, 알카에다의 후원과 훈련을 받았으며 1996년에서 2001년 사이에 탈레반에 통합되었다.

## 구성 및 역할
이 부대는 주로 중동, 중앙아시아, 동남아시아, 북캅카스, 발칸반도 출신의 외국인 게릴라 전투원(무자헤딘)으로 구성되었는데, 이들은 1980년대 소련 침공 또는 다른 지역에서의 전투 경험을 가지고 있었다.
그들은 소련이 남기고 간 무기와 수단 및 탈레반 정부가 제공한 무기로 무장했다. 여단은 또한 알카에다의 전 세계 조달 네트워크의 수혜자였으며, 이 네트워크를 통해 위성 전화, 야간 시력 고글, 심지어 비행기까지 포함한 정교한 장비를 확보했다. 타임지 보도에 따르면, 055 여단 대원들은 종종 소규모 그룹으로 파견되어 탈레반의 정규 아프가니스탄인 대원을 지원했다. 이는 주로 규율과 무자헤딘 철학에 대한 헌신을 강요하기 위한 위협이나 협박을 통해 이루어졌다.
055 여단은 오사마 빈라덴이 1996년 아프가니스탄에 도착한 직후 창설한 고도로 훈련되고 동기 부여가 높으며 보수가 좋은 게릴라 전투원들이었다. 빈 라덴이 아프가니스탄에서 피난처를 찾자 다른 아프간 아랍인들도 그에게 합류했다. 055 여단은 빈 라덴과 탈레반 강경 정권이 공유하는 전 세계적인 이슬람 혁명 비전을 추진하기 위한 외국인 용병 부대로 창설되었다. 약 100명의 대원들이 빈 라덴의 개인 경호원으로 복무했다.
9·11 테러와 그에 따른 2001년 미국의 아프가니스탄 침공 이전에는 카불 외곽의 리시 코르 캠프에 주둔하며 훈련을 받았다. 그들은 중포나 중화기가 없었으며, 정교한 서방 통신 장비와 야간 투시경을 갖추고 있는 것으로 알려져 있었다. 일부 군사 소식통은 그들이 내전 최전선에서 탈레반 전투원들을 지원하는 데 사용된 소규모 이동 부대를 보유하고 있다고 말했다. 이 그룹은 전통적인 군대 구조로 조직되지 않았으며, 이전 아프간 군대의 여단 이름을 차용했다.

## 규모
055 여단의 병력 규모에 대한 추정치는 다양하지만, 일반적으로 전성기에는 1,000명에서 2,000명 사이의 병력으로 구성된 것으로 알려져 있다. 2001년 아프가니스탄 침공 당시에는 최소 500명의 병력이 있었다. 055 여단은 2001년 아프가니스탄 전쟁 중 막대한 손실을 입었으며, 많은 대원들이 미국에 의해 포로로 잡혔다. 살아남은 대원들은 오사마 빈라덴과 함께 아프가니스탄-파키스탄 국경 지역으로 후퇴하여 장기적인 작전을 수행할 목적으로 재편성되었다.
관타나모 합동 태스크 포스의 대테러 분석가에 따르면, 이 여단은 오사마 빈 라덴의 지휘를 받는 아프가니스탄 주둔 외국인 전투원 부대였다. JTF-GTMO 분석가들은 빈 라덴의 지휘 아래 055 여단이 탈레반 군대에 통합되었다고 말했다. 압둘 하디 알이라키가 직접 작전 통제권을 가지고 있었고, 무스타파 모하메드 파딜이 그의 부사령관이었다.
2005년 10월 14일 관타나모 수용자 사이드 이브라힘 람지 알 자흐라니의 첫 번째 연례 행정 검토 위원회를 위해 작성된 증거 요약 메모에는 "알카에다 부대, 즉 055 여단은 오사마 빈 라덴의 탈레반 목표를 지원하는 주요 부대이다. 정보에 따르면 055 여단 대원들의 이념은 오사마 빈 라덴과 탈레반이 선언한 전술적 목표를 위해 목숨을 바칠 의지를 포함한다"고 명시되어 있다.
2005년 서적 "Warlords Rising: Confronting Violent Non-State Actors"에 따르면, 055 여단은 기계화 부대였다.

## 역사
055 여단은 1996년 빈 라덴에 의해 아프가니스탄에서 창설되었다. 이 부대는 카슈미르에서 인도 보안군에 맞서 싸우는 무장 단체와 중앙아시아에서 봉기를 조장하려는 이슬람주의 조직, 특히 우즈베키스탄 이슬람 운동과 긴밀한 관계를 맺었다. 9·11 테러 몇 주 전부터 주마 나망가니가 055 여단의 최고 사령관 중 한 명으로 임명되었다는 소문이 돌았다.
대부분의 대원들은 체첸 공화국, 파키스탄, 보스니아 헤르체고비나, 중화인민공화국, 우즈베키스탄 출신 자원병으로, 자국이나 소련-아프가니스탄 전쟁에서 전투 경험이 있으며 주로 이집트 및 사우디 혁명가들이 이끌었다.
적어도 1998년부터 이 여단은 아프가니스탄 내전 중 탈레반 공격을 지원하는 데 사용되었다. 아프가니스탄 내에서 보고된 그들의 첫 번째 작전 중 하나는 1998년 055 전투원들이 마자르이샤리프 점령 전투에 사용되었을 때였다. 1999년 7월 그들은 바미얀 전투에 참전했으며, 또한 하자리스탄 근처의 시아파 인구에 대한 일련의 민간인 학살, 특히 2001년 초 200명 이상이 사망한 공격의 배후로도 알려져 있다. 2000년 9월 5일, 055 전투원들은 탈로칸을 점령한 20,000명의 탈레반 병력의 일부로 사용되었다. 이 도시의 상실은 북부동맹 (아프가니스탄)에게 최근 몇 년간 가장 큰 좌절 중 하나였는데, 그곳은 그들의 행정 본부가 위치한 곳이었다.
055 전투원들은 아프가니스탄에 피난처를 찾은 것으로 추정되는 3,000명의 병력이었다. 2001년 9월 11일 공격 이후 최소 1,000명 이상의 자원병들이 파키스탄과 이란에서 넘어와 아프가니스탄에 도착한 것으로 추정되었다. 많은 이들이 잘랄라바드 (아프가니스탄), 호스트 (아프가니스탄), 칸다하르, 마자르이샤리프에 주둔했다.
2001년 연합군의 아프가니스탄 침공 초기 공습에서, 마자르이샤리프 근처 055 여단 병력이 미군 항공기의 첫 번째 목표 중 하나였다. 미 국방부 장관 도널드 럼즈펠드는 이 병력을 "알카에다가 지배하는 지상군"이라고 묘사했다. 이 부대는 일반 탈레반 병사들보다 훨씬 동기 부여가 높았고 아프간 병사들보다 더 나은 전투원으로 여겨졌다. 이들은 싸움에 "뼈대를 제공하고" 이탈을 막는 데 사용되었다. 일부 055 여단 대원들은 토라보라 전투 중에 수백 명의 알카에다 대원들과 함께 탈출했다.
롱 워 저널에 따르면, 055 여단은 탈레반의 라슈카르 알 질 또는 '그림자 군대'의 일부로 재설립되었다.

## 같이 보기
- 아프간 아랍인
- 체첸 무자헤딘

유고슬라비아 전쟁:
- 보스니아 무자헤딘

## 더 읽어보기
- Gunaratna, Rohan (2002). 《Inside Al Qaeda: Global Network of Terror》. 컬럼비아 대학교 출판부. ISBN 0-231-12692-1.
- Bergen, Peter (2001). 《Holy War, Inc.: Inside the Secret World of Osama bin Laden》. 사이먼 & 슈스터. ISBN 0-7432-3467-7.